# 圆叶猪屎豆
圆叶猪屎豆（学名：Crotalaria incana），又名恆春野百合，为豆科猪屎豆属下的一个种。

## 扩展阅读
- 維基物種上的相關：圆叶猪屎豆